# Luiz Galdino
Luiz de Alvarenga Galdino (Caçapava, 17 de julio de 1940 - São Paulo, 18 de noviembre de 2020) fue un escritor y profesor brasileño. Su obra consta de más de cuarenta títulos, entre los que se incluyen ficción para adultos, libros infantiles y juveniles y obras de no-ficción. Destacó por su trabajo sobre las tradiciones de los pueblos originarios de Brasil, en especial los libros Tierra sin males 1985, Premio Jabuti y La astronomía indígena (Nueva Alexandria, 2011), que fueron el resultado de más de cuatro décadas dedicadas al estudio de las costumbres y tradiciones de los indios de Brasil y del arte rupestre brasileña. 

## Literatura infantil
Fernanda Martins D'Ávila y Clarice Fortkamp Caldin lo sitúan en la llamada tercera fase de la producción de Literatura Infantil, de este tipo de literatura en Brasil. Afirman que, de 1980 a 1990 continúa creciendo la producción literaria dedicada al público infantil en Brasil, donde los escritores experimentaron con nuevas formas de lenguaje, que ponen en valor los aspectos más lúdicos  y surgen libros sin texto, dando más importancia a las ilustraciones.
Luiz Galdino está entre los principales escritores de este periodo: Marina Colasanti, Mirna Pinski, Paula Saldanha, Pedro Bandera, Ricardo Azevedo, Roniwalter Jatobá, Santuza Abras, Sylvia Orthof, Stela Maris Rezende, Tatiana Belinky, Telma Guimarães entre otros (D'Ávila y Caldin, p.254-255).

## Los incas en Brasil
El libro Peabiru – Los Incas en Brasil analiza el Brasil anterior a la llegada de Alvares Cabral. En él demuestra, con una gran riqueza de detalles, referencias, citas, contenido literario y estilo, de una forma prácticamente irrefutable, que los incas dominaron buena parte de Sudamérica y estuvieron en Brasil mucho antes de que lo hicieran los portugueses. Galdino escribe, "ellos dejaron como legado, entre otras cosas, una red de carreteras conectando diversos puntos de nuestro litoral con la capital inca, Cusco, en Perú".  Peabiru (Editora Kalapalo).
Cecília Prada muestra algunos detalles de esta obra. Según Galdino esa es una designación que solamente empezó a ser utilizada el siglo XVII, cuando los paulistas descubrieron que “biru” era el nombre dado al Perú por los habitantes brasileños antes de la llegada de los europeos. Según esos historiadores, el primero a utilizar esa palabra habría sido Díaz de Guzmán, autor de una Historia de la Argentina, en la que se refirió al “peabuyu”.
La presencia incaica, según Galdino, se atestigua también en el nordeste brasileño, a través de registros donde se pueden ver barcos de uno y dos mástiles, con velas coloreadas, y escenas de combates entre indios con sus arcos y flechas y un pueblo que usa lanza y honda. Afirma Prada, que hay en su obra una cuidadoso detalle de itinerarios de expediciones, una demostración de como realmente muchos de los caminos encontrados hasta en la región amazónica se asemejaban en todo a los incaicos del Perú, y en la reproducción de leyendas y tradiciones que confirman su punto de vista.

## Biografía
Luiz Galdino inició su recorrido literario escribiendo libros para adultos. Ya había publicado un romance y un volumen de cuentos cuando estrenó en la literatura infantil-juvenil. Su obra se suma más de cuarenta títulos, entre los que se incluyen ficción para adultos, novelas infanto-juveniles y obras de no-ficción (ensayos sobre historia general y brasileña). Con estos libros consiguió casi treinta premios, entre las cuales se encuentran el Premio Literario Nacional del Instituto Nacional del Libro (DF), Premio Nacional del Clmio Jabuti, además de algunos en el exterior - México, Alemania, Estados Unidos e Italia.

## Libros publicados
- 1932 - A Guerra dos Paulistas. 1996 Editora Ática.48 páginas. Romance.
- Amigas pra Sempre
- Abóbora e Estrume de Boi
- Um Aniversário Inesquecivel
- Uma Bomba no Quintal
- O Brinquedo Misterioso
- Urutu Cruzeiro
- Café, Suor e Lágrimas
- Os Cavaleiros da Tavola Redonda
- Os Cavalheiros do Graal
- A Charada do Sol e da Chuva
- A Cidade Perdida
- Conjuração Mineira
- As Cruzadas
- Demônio da Meia Noite
- O Destino de Perseu
- Doze Trabalhos de Hércules
- O Enigma das Amazonas
- O Estado Novo
- A Expedição de Argonautas
- Extraterrestres
- O Fantasma que Falava Espanhol
- Herdeiros da Incerteza
- Um Índio Chamado Esperança
- Itacoatiaras
- O Mágico Errado
- A Maldiçao de Édipo
- O Matador de Passarinhos
- Medéia - O Amor Louco
- Merica, Merica
- O Mistério da Cobra de Fogo
- Mistério na Casa das Runas
- A Morte Brilha do Mar
- Negras Memórias
- Nunca diga Adeus
- Odisséia
- Orfãos do Silêncio
- Palmares
- Peabiru - Os Incas no Brasil. 2002 Editora Estrada Real. 192 pgs. ISBN 8587946048
- Pega Ladrão
- O Planeta Perfeito
- O Destino de Perseu
- Popul Vuh
- Primeiro Amor
- O Rapto de Helena
- Rio Abaixo, Vida Acima
- Sacici Siriri Sici
- Sarue,Zambi!
- Saudade da Vila
- O Segredo da Pedra Verde
- Segura,Peão!
- A Solidão do Mico Leão
- Terra sem Males
- Terseu e o Minotauro
- As Trapalhadas do Sapatinho
- O Túnel do Fim do Mundo
- Viagem ao Reino da Sombras
- A Vida Secreta de Jonas
- A Vingança de Electra
- Tuan e o Toba
- Moleque de Rua